# Parroquia Arístides Calvani
Arístides Calvani (Anteriormente Miguel Lara) es una de las parroquias que conforman el municipio municipio Cabimas en el estado Zulia, Venezuela. Recibe su nombre del político y académico venezolano Arístides Calvani (1918 - 1986). Desde 2020 hasta 2022, se llamó la Parroquia Miguel Lara, en honor al político y legislador venezolano Miguel Lara. Para el 2023 tiene una población aproximada de 8.546 habitantes según el INE, siendo la parroquia menos poblada del municipio Cabimas, además de la más grande con 402 km², y por lo tanto con la menor densidad de población 15,29 hab/km².

## Historia
La parroquia Arístides Calvani, surge en 1995 como una división que de la Parroquia Rafael Urdaneta cuando fue creado el Municipio Simón Bolívar. La parte que permaneció en el municipio Cabimas recibió el nombre de Arístides Calvani. El 26 de noviembre del 2020 el CLEZ le cambia el nombre a 2 Parroquias de Cabimas: Rómulo Betancourt pasó llamarse Hugo Rafael Chávez Frías y la Parroquia Arístides Calvani también pasó llamarse Miguel Lara. En 2022, La Cámara municipal de Cabimas aprobó el cambio de nombres de las parroquias Hugo Chávez y Miguel Lara, las cuales devolvieron a sus nombres originales, Rómulo Betancourt y Arístides Calvani respectivamente.

## Ubicación
La parroquia Arístides Calvani, limita al norte con los municipios Santa Rita y Miranda (Río Mene), al este con el estado Falcón (serranía de Ziruma), al sur con los municipios Simón Bolívar y Lagunillas (La Pica Pica, quebrada Algodonal y carretera Punta Gorda - Sabana de la Plata) y al oeste con las parroquias parroquia San Benito y parroquia Punta Gorda (carretera Williams).
Archivo:Parroquia Miguel Lara .PNG

## Caseríos
La parroquia Arístides Calvani es una parroquia rural ocupada por caseríos entre los que se encuentran:
| - La Unión. - El Pensado. - San Diego. - La Mesa. - Las García. - Agua Santa. - Algodonal. - Santa Cruz. - La Guacamaya. |  | - Palito Blanco (Capital, sede de la Junta Parroquial) - El Balaustre. - Cieneguita. - Los Vegotes. - Curazaíto. - La Sabana. - Sarría - Km 22 - El Gamelotal |

## Territorio
La parroquia Arístides Calvani es una parroquia rural, ocupada por haciendas en ella se concentra la producción agropecuaria del municipio Cabimas. A diferencia de las otras parroquias, Arístides Calvani cuenta con relieve con elevaciones hacia el este que van disminuyendo de altitud hacia el oeste. Sus mayores elevaciones son la montaña de Churuguara, el cerro las Piñas, el cerro Santa Lucía, las montañas de las Piñas, lomas del Tubo, la serranía del empalado y la serranía de Ziruma, todas entre 200 y 500 m s. n. m. El relieve es de edad Cenozoico.
La parroquia Arístides Calvani es la más grande del municipio Cabimas y ocupa 2/3 de su territorio con más de 400 km². Fue establecida en 1995 como una división de la antigua parroquia Urdaneta cuando parte de esta y la parroquia Manuel Manrique se separaron para formar el municipio Simón Bolívar, la parte de la parroquia Urdaneta que permaneció en el municipio Cabimas fue rebautizada parroquia Arístides Calvani.

## Vialidad y transporte
La parroquia es atravesada por la carretera Williams y la carretera Lara - Zulia que constituyen algunos de sus límites, el resto son vías rurales en mal estado, por lo que el acceso es difícil.
La línea Cabimas - Palito Blanco recorre algunos caseríos de la parroquia, las líneas al Consejo y al Guanábano de los municipios Santa Rita y Miranda también pasan por ahí.

## Sitios de referencia
- Curazao. Cruce entre la carretera Williams y la carretera Lara - Zulia